# Louis-Charles Michel
Louis-Charles-Jean-Baptiste Michel, auch Louis Michel (* 12. Juli 1761 in Aix-en-Provence; † 22. Februar 1845 in Fréjus) war ein französischer römisch-katholischer Geistlicher und Bischof.

## Leben und Karriere

### Der Priester
Louis-Charles-Jean-Baptiste Michel wurde 1785 zum Priester geweiht und im Priesterseminar Aix-en-Provence angestellt. Er floh vor der Französischen Revolution nach Italien (Ferrara). Zurück in Frankreich, war er Pfarrer verschiedener Gemeinden in Toulon, ab 1821 der Kathedralkirche Notre-Dame-de-la-Seds. 1824 wurde er in die Ehrenlegion aufgenommen. Als Bischof Richery von Fréjus 1829 das Erzbistum Aix übernahm, schlug er Michel zu seinem Nachfolger vor. 

### Der Bischof von Fréjus
Als Bischof von Fréjus-Toulon von 1829 bis 1845 visitierte er zweimal alle ihm unterstehenden Gemeinden. Bei der Choleraepidemie von Toulon im Jahre 1835 zeigte er sich unerschrocken und unermüdlich in der Fürsorge für die Kranken, während sein junger Generalvikar, Joseph-Antoine Dubuy (1796–1835), dabei umkam. Er siedelte in Grasse Salesianerinnen an, in Fréjus Karmelitinnen und gründete 1838 in Draguignan die Kongregation der Sœurs de Notre-Dame de Miséricorde du Bon Pasteur de Draguignan (Schwestern Unserer Lieben Frau von der Barmherzigkeit des Guten Hirten), die 1955 in der von der seligen Marie-Thérèse de Soubiran begründeten Société de Marie Auxiliatrice (Gesellschaft der immerwährend helfenden Maria) aufging. Michel starb 1845 ohne Vorerkrankung im Alter von 83 Jahren und wurde in der Kathedrale von Fréjus beigesetzt.